# Synagoga Michaela Simona Maya we Wrocławiu
Synagoga Michaela Simona Maya we Wrocławiu – nieistniejąca prywatna synagoga, która znajdowała się we Wrocławiu, przy ulicy Karola 21.
Synagoga została założona w latach 30. XIX wieku, z inicjatywy i funduszy Michaela Simona Maya. W 1868 roku została zlikwidowana.